# ناصر العساف
ناصر بن عساف العساف (الرس عام 1354 هـ - 24 جمادى الأول 1428 هـ)، سفير السعودية سابقاً في بلجيكا ولوكسمبورغ والاتحاد الأوروبي، (1994 - 2006) ورئيس الطيران المدني (1400 هـ - 1412 هـ) الأسبق.

## النشأة والتعليم
يعد ناصر من مواليد مدينة الرس في عام 1354هـ، وهو أحد أبناء الشيخ عساف بن حسن بن منصور بن سيف بن منصور بن سيف العساف أمير الرس والجوف السابق وأحد رجالات الملك عبد العزيز أمير الرس والجوف السابق وأحد رجالات الملك عبد العزيز. له خمسة عشر أخ وهم: حسين  العساف أمير الرس من عام 1373هـ إلى عام 1402هـ. ومنصور بن عساف العساف أمير الرس ومحافظه السابق من عام 1420هـ إلى 1409هـ. ومن عام 1427هـ حتى الآن. ومحمد بن عساف العساف أمير الرس ومحافظه السابق من عام 1410هـ إلى 1417هـ. وعبد الله بن عساف العساف موظف سابق بإمارة الرس. وسيف بن عساف العساف موظف سابق بالديوان الملكي. وحمد عميد سابق بالقوات الجوية. وعبد الرحمن بن عساف العساف موظف سابق بالداخلية. وفهد بن عساف العساف موظف سابق بسلاح الحدود. وعبد العزيز بن عساف العساف عميد سابق بالجيش. وخالد بن عساف العساف عقيد سابق بالجيش. وسلطان بن عساف العساف رجل أمن سابق بالداخلية. وسعد بن عساف العساف ومساعد بن عساف العساف.
ويمتلك ناصر ثلاث أبناء من الذكور وهم عبد الله وهو رجل أعمال، ومحمد الذي توفي في حادث سيارة عام 1990، وخالد مدير عام مكتب الملك عبد العزيز كذلك لديه أربع بنات.
تلقى تعليمه الابتدائي والمتوسط في الرس، وتلقى المرحلة الثانوية في مكة المكرمة ومن ثم مدرسة تحضير البعثات. بعد ذلك التحق بدبلوم التنبؤات الجوية من الولايات المتحدة الأمريكية عام 1374هـ، وحصل على دبلوم هندسة لأجهزة الملاحة عام 1378هـ.

## المناصب
لقد عيّن مديرا لمعهد التدريب التابع للأرصاد الجوية الذي كان هو صاحب فكرة تأسيسه عام 1383هـ، ثم إنتقل للعمل في مصلحة الطيران المدني في جدة عام 1385هـ. ومن ثم مساعدا لرئيس مصلحة الطيران المدني عام 1388هـ بالمرتبة الخامسة عشرة ومن ثم رئيسا للطيران المدني عام 1400هـ  ودشنت في عهده الكثير من المطارات الحديثة، ليحال للتقاعد عام 1412هـ بناء على طلبه.
وفي عام 1994 عين سفيرا فوق العادة لخادم الحرمين الشريفين لدى مملكة بلجيكا ولوكسمبورج والاتحاد الأوروبي (ثلاثة سفراء)، حتى عام 2006 ليحال للتقاعد بناء على طلبه، ليستقر في مدينة جدة. وخلال مدة عمله استطاع تنمية العلاقات السعودية البلجيكية، السعودية الأوروبية عن طريق الاتحاد الأوروبي. كذلك استطاع من تأسيس علاقة اقتصادية صلبة بين المملكة من جهة والسوق الاوروبية المشتركة من جهة أخرى واستطاع فرض رؤية القيادة نحو الكثير من وجهات النظر الإقليمية وعلى رأسها القضية الفلسطينية والقضايا العربية الأخرى. كذلك استطاع أن يكوّن علاقات مع مختلف الطبقات والفئات والبرلمان البلجيكي والأوروبي، ومع الدبلوماسيين العرب والأجانب للبعثات العامة في بلجيكا.
وحصل العساف على عدة أوسمة وجوائز دولية وشهادات تقدير منها مفتاح مدينة تايبيه. وأثناء تدرجه بالعمل في الطيران المدني مشاركات في المحافل والمؤتمرات الدولية ذات العلاقة بالطيران المدني المحلي والعالمي، كذلك الارصاد الجوية، وله عضويات في جميع منظمات الطيران المدني العالمي. ويعتبر من مؤسسي الطيران المدني الحديث في السعودية، حيث استطاع عند تسلمه رئاسة الطيران المدني انجاز وتدشين معظم المطارات الحديثة الموجودة إلى اليوم.

## الوفاة
توفي يوم الاحد 24 جمادى الأول 1428 هـ. (10 يونيو 2007م) عن عمر يناهز الخامسة والسبعين عاما قضى منها ما يقارب الـ 56 عاما في خدمة بلاده السعودية.